# 卡特羅格斯 (紐約州)
卡特羅格斯（英語：Cattaragus）是位於美國紐約州卡特羅格斯縣的村。

## 人口
根據2020年美國人口普查的數據，卡特羅格斯的面積為2.90平方千米，當中陸地面積為2.89平方千米，而水域面積為0.01平方千米。當地共有人口996人，而人口密度為每平方千米343人。